# Gildo Insfrán

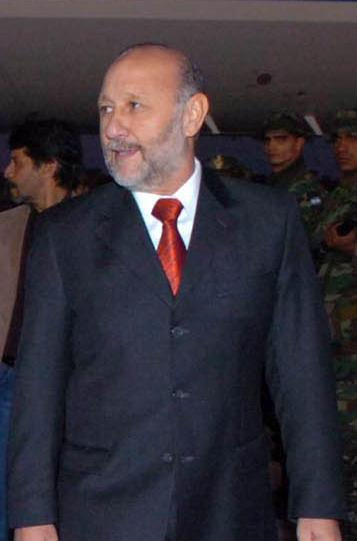
Gildo Insfrán

Gildo Insfrán (* 19. Januar 1951 in Laguna Blanca, Provinz Formosa) ist ein argentinischer Politiker. Seit 1995 ist er Gouverneur der Provinz Formosa.

## Politik
Für seine Partei Partido Justicialista konnte er 1983 ins Parlament Formosas einziehen. 1987 wurde er Vizegouverneur der Provinz unter dem Gouverneur Vicente Joga. Zwei Amtsperioden später stellte er sich 1995 erfolgreich zur Gouverneurswahl. Sein Vizegouverneur wurde der 42. Gouverneur Formosas (1983–1987), Floro Bogado. Insfrán selbst hatte die gesetzliche Beschränkung der Anzahl der Amtsperioden aufgehoben, weshalb er von seinem Vorgänger vor dem höchsten argentinischen Gericht angeklagt wurde, da er ein eigenes Gesetz zu seinem Vorteil ausnutzt. Im November 1998 wurde Insfrán gerichtlich ermächtigt, sich für die Wahlperiode 1999–2003 zur Wiederwahl zu stellen.
Umstritten konnte er die Wahl im September 1999 gewinnen.
Die Wahl im Jahr 2003 gewannen er und sein Vize Bogado überlegen mit 71,8 Prozent. Die Wahlen 2007 und 2011 konnte er mit 75 % und 76 % der Wählerstimmen für sich entscheiden.
Im Januar 2021 wurden zwei Ratsmitglieder der Oppositionspartei kurzzeitig verhaftet, weil sie sich über die schlechten strukturellen und hygienischen Bedingungen beschwert hatten, unter denen die Isolationszentren gefunden wurden, in denen Menschen, die in die Provinz kamen, zwei Wochen bleiben mussten. Insfrán wurde der Korruption beschuldigt. Er habe die Provinzverfassung ändern lassen, um auf unbestimmte Zeit wiedergewählt zu werden.

## Familie
Er ist geschieden und hat zwei Töchter. Sein 17-jähriger Sohn beging 2003 Suizid.